# Zimmermann (Klavierhersteller)
Zimmermann (gegründet von Max und Richard Zimmermann als Gebr. Zimmermann, später Leipziger Pianoforte-Fabrik Gebr. Zimmermann Aktiengesellschaft) war ein Hersteller von Klavieren, die zunächst in Leipzig, dann in Mölkau bei Leipzig, später in Eilenburg und Seifhennersdorf, zeitweise auch in Dresden-Cotta gebaut wurden. Zimmermann war zeitweise der größte Klavierhersteller Europas, erlitt aber durch den Ersten Weltkrieg, die Weltwirtschaftskrise von 1929 und den Zweiten Weltkrieg Rückschläge. In der DDR existierte das Unternehmen als Volkseigener Betrieb.
1992 übernahm die C. Bechstein Pianofortefabrik die Firma und deren verbliebene Fabrik in Seifhennersdorf. Bechstein führte die Marke Zimmermann weiter. Seit 2013 lässt Bechstein die Zimmermann-Instrumente in China produzieren.

## Geschichte

### Vorgeschichte und Gründung
Die Brüder Max Zimmermann (1861–1937) und Richard Zimmermann (1856–nach 1937) erlernten in der väterlichen Werkstatt in Leipzig das Tischlerhandwerk. Max Zimmermann arbeitete anschließend bei den Klavierbauern August Hermann Francke (Leipzig), Robert Seitz (Leipzig), Philippi Frères (Frankfurt am Main) und Steinway & Sons (Hamburg). Von Hamburg schickte Theodor Steinweg den begabten jungen Mann nach New York, wo er in der Steinway Hall als Intonateur wirkte.
1884 gründeten Max und Richard Zimmermann unter dem Namen Gebr. Zimmermann in der Alexanderstraße in Leipzig ihre eigene Klavierfabrik. 1890 eröffnete das Unternehmen ein Verkaufsgeschäft in der Zeitzer Straße in Leipzig, 1892 eröffneten sie die neue Fabrikation in Mölkau bei Leipzig.

### Aktiengesellschaft

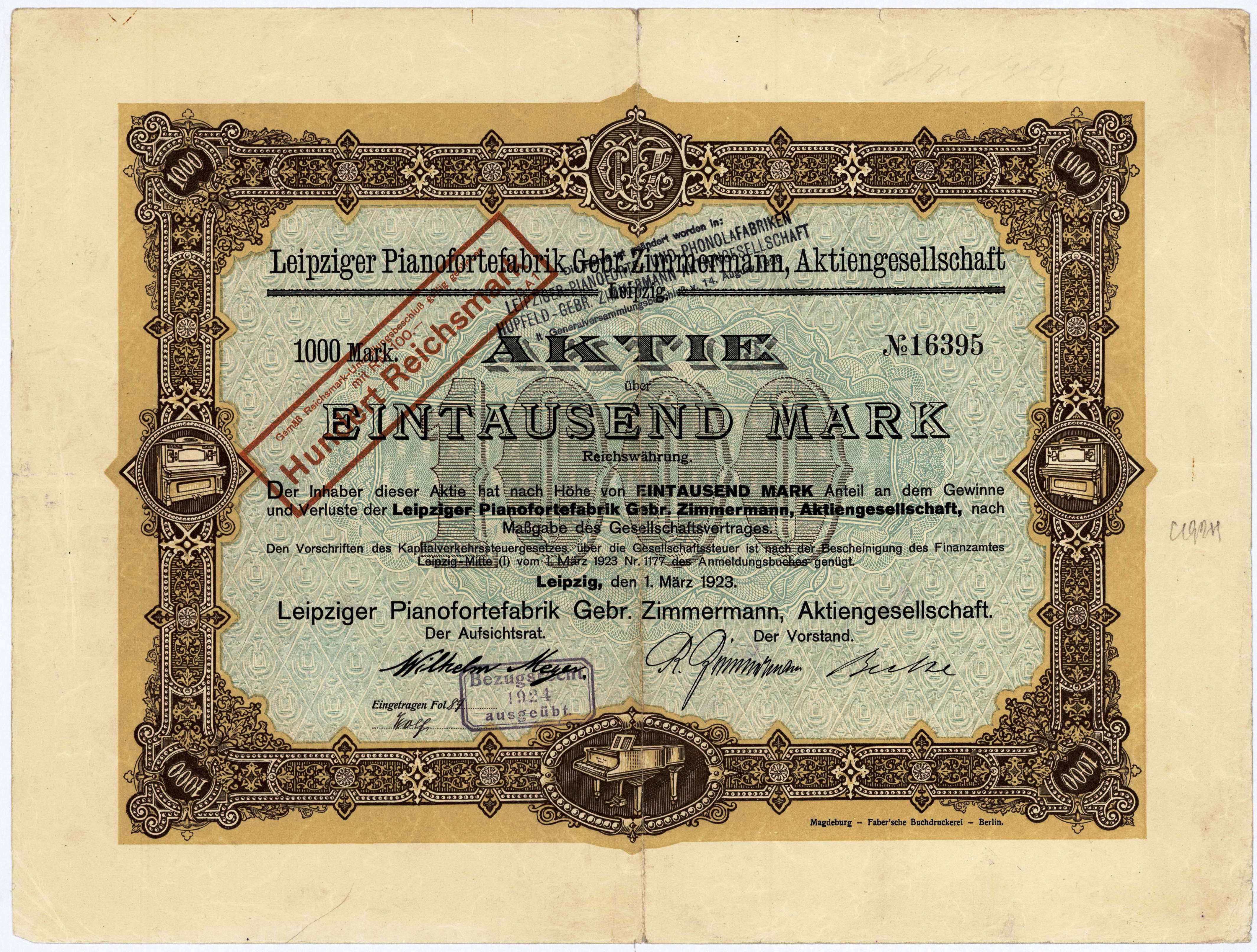
Aktie über 1000 Mark der Leipziger Pianofortefabrik Gebr. Zimmermann AG vom 1. März 1923, signiert vom Vorstand Richard Zimmermann. Mit Stempeln zur Umstellung der Währung auf Reichsmark (1924) und zur Änderung des Firmennamens (1926).

1895 beschäftigte die Klavierfabrik 120 Facharbeiter. In diesem Jahr änderte sich die Gesellschaftsform in eine Aktiengesellschaft, damit einher ging die Umbenennung in Leipziger Pianoforte-Fabrik Gebr. Zimmermann Aktiengesellschaft.
1904 ließen sich die Gebrüder Zimmermann aus Leipzig zur Gründung einer Pianofortefabrik in Eilenburg nieder. Sie bauten dazu die Werkhallen der in Konkurs gegangenen Kattundruckerei Ehrenberg und Richter im Norden der Stadt (Jacobsplatz) mit einem hohen Investitionsaufwand für die Fabrikation von Klavieren aus. Die Niederlassung hatte eine Produktionskapazität von 10.000 Klavieren im Jahr.
1911 wurde die Fabrik in Seifhennersdorf eröffnet. In einem Inserat aus der Zeit zwischen 1911 und 1914 wurde dem Unternehmensnamen die Ortsangabe Eilenburg hinzugefügt, das nun de facto Hauptstandort war. Dem Unternehmen gelang nun mit einer Jahresproduktion von 12.000 Pianos und mit 1.400 Mitarbeitern der Aufstieg zu Europas größtem Klavierhersteller. Mit 700 Beschäftigten in Eilenburg war der Betrieb 1914 der zweitgrößte Arbeitgeber der Stadt nach der Deutschen Celluloid-Fabrik (DCF).

### Erster Weltkrieg
Während des Ersten Weltkrieges wurde auch hier auf Kriegsproduktion umgestellt. Die nun vor allem weibliche Belegschaft fertigte Munitionskisten. 1917 wurde das Hauptkontor von Mölkau in die Innenstadt von Leipzig verlagert (Neumarkt 5). Im selben Jahr berichtete der Aufsichtsrat: „Trotz der lebhaften Nachfrage nach unseren Fabrikaten“ habe die Produktion eingeschränkt werden müssen, „die Betriebe in Mölkau und Eilenburg halten wir mit den uns noch zur Verfügung stehenden Arbeitskräften aufrecht; der Betrieb in Seifhennersdorf ruht fast vollständig“.

### 1919 bis 1945
| 1908 | 400 |
| 1914 | 700 |
| 1925 | 750 |
| 1931 | 180 |
| 1932 | 2   |

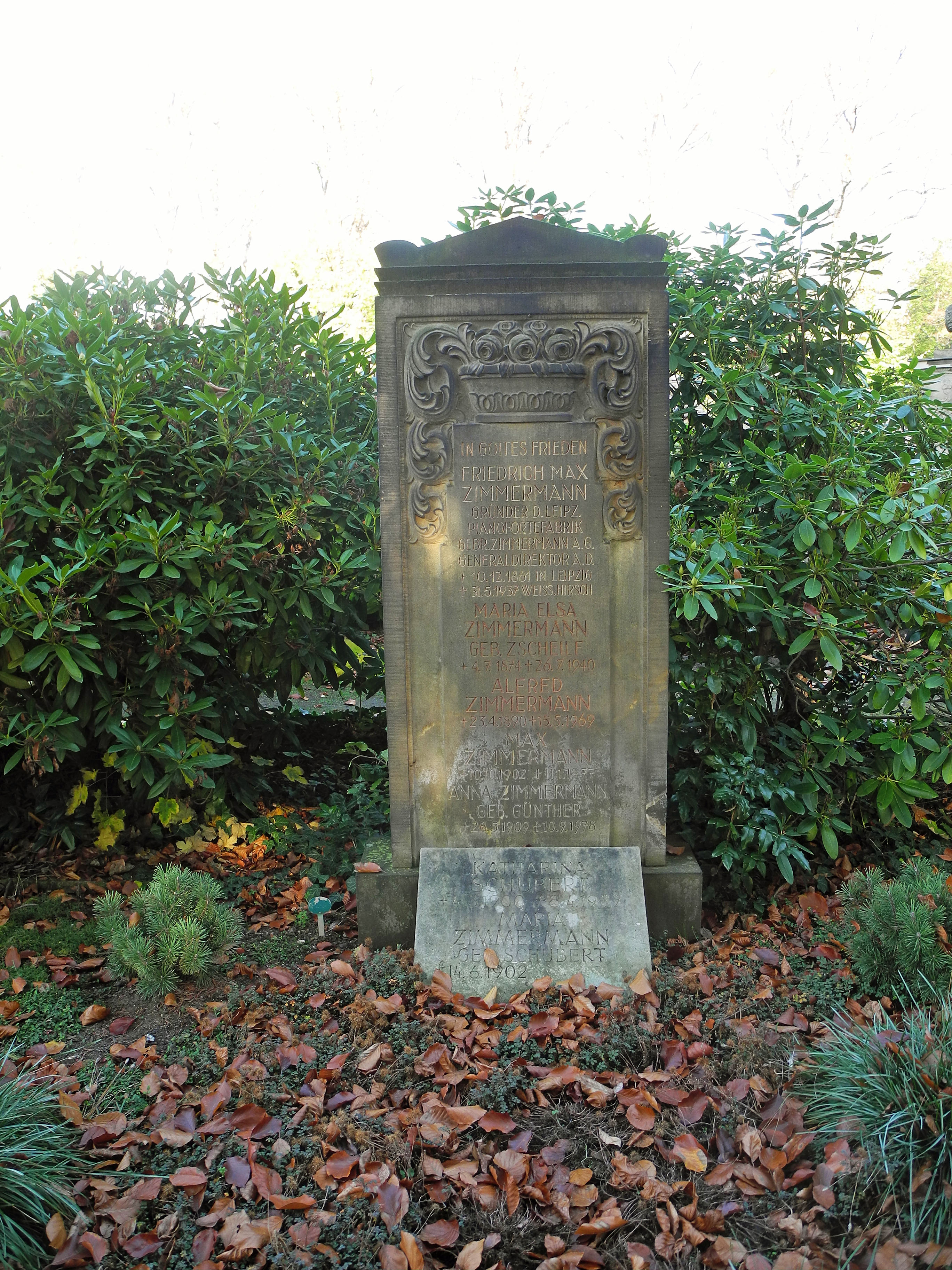
Grab von Max Zimmermann auf dem Johannisfriedhof in Dresden-Tolkewitz

Nach Ende des Krieges begann man wieder mit der Produktion von Klavieren in geringen Stückzahlen. 1920 übernahm die Triumphatorwerk GmbH, ein Hersteller von mechanischen Rechenmaschinen, die Gebäude der Fabrik in Mölkau und zog dort mit rund 400 Mitarbeitern ein. Im Leipziger Adressbuch wurde die Pianoforte-Fabrik Zimmermann noch bis 1925 mit der Adresse in Mölkau geführt.
Die Gebrüder Zimmermann erwarben das ehemalige Hofbrauhaus in Dresden-Cotta und bauten es in eine Klavierfabrik um. Die Zweigniederlassung in Dresden wurde 1923 in das Handelsregister eingetragen. 1925 wurde ein Dampfsägewerk in Landau an der Isar zugekauft, um die Dampfsägereien in den Fabriken in Eilenburg, Dresden und Seifhennersdorf zu entlasten. Die Zahl der gefertigten Klaviere stieg wieder an, aber auch Möbel stellte das Unternehmen nun her.
1926 wurden 4500 Instrumente gebaut. In diesem Jahr fusionierte die Fabrikation der Gebrüder Zimmermann mit der Ludwig Hupfeld AG aus Böhlitz-Ehrenberg bei Leipzig. Damit entstand erneut die größte Pianofabrik in Europa. Das Unternehmen firmierte fortan unter Leipziger Pianoforte- und Phonola-Fabriken Hupfeld-Gebr. Zimmermann AG Eilenburg. Durch die Fusion kamen vier weitere Produktionsstätten zu den Zimmermann-Fabriken hinzu, darunter Werke in Böhlitz-Ehrenberg und Johanngeorgenstadt.
Im Januar 1929 kam es zu einem Großfeuer im Eilenburger Werk, das erst mit Hilfe der Leipziger Feuerwehr gelöscht werden konnte. Die im Oktober desselben Jahres einsetzende Weltwirtschaftskrise setzte dem Unternehmen arg zu. Anfang 1931 wurde das Eilenburger Werk geschlossen und die Produktion nach Seifhennersdorf verlegt. Die Zweigfabriken in Dresden und Johanngeorgenstadt existierten bis 1933.
In den Eilenburger Werkshallen befand sich von 1932 bis 1937 das Arbeitsdienstlager 3/14 der NSDAP. Nachdem dieses ausgezogen war, kehrte 1937 die Hupfeld-Zimmermann AG zurück. Im nunmehrigen Werk 4 fanden Holz- und Metallverarbeitung statt. Auch während des Zweiten Weltkrieges wurde zur Kriegsproduktion übergegangen. Am 13. April 1945 wurde allen verbliebenen Mitarbeitern der Firma Hupfeld-Zimmermann in Eilenburg gekündigt.

### Volkseigener Betrieb
1946 wurde das Unternehmen als volkseigener Betrieb unter dem Namen VEB Sächsische Pianofortefabrik Seifhennersdorf verstaatlicht. Die Zimmermann-Fabrik in Seifhennersdorf wurde mit einer Produktion von bis zu 8000 Instrumenten pro Jahr und Exporten in 35 Länder wieder zu einem der größten Klavierhersteller Europas. Die Marke Hupfeld wurde währenddessen in Leipzig produziert. 1967 wurden die beiden Werke und Marken dem VEB Deutsche Piano-Union Leipzig unterstellt, wobei die Marke Zimmermann erhalten blieb. Ab 1975 wurde auch die einfache Modellreihe 105 V angeboten, deren Gehäuse aus heimischen Hölzern und einfachen Formen gemacht war. Später folgte wieder eine Konzentration auf das mittel- bis hochpreisige Segment.

### Übernahme durch Bechstein
1992 übernahm die C. Bechstein Pianofortefabrik das Unternehmen und verlegte ihre eigene deutsche Produktion nach Seifhennersdorf. Hier wurden bis 2011 auch Zimmermann-Klaviermodelle von Bechstein produziert, damals im mittleren Preissegment und mit der Markenbezeichnung Zimmermann made by C. Bechstein, Germany.
Seit 2013 lässt Bechstein Instrumente der Marke Zimmermann in China fertigen, nunmehr als preisgünstige Produktreihe für Einsteiger unter der Markenbezeichnung Zimmermann designed by C. Bechstein. Die chinesische Firma Hailun Piano baut in ihrer Klavierfabrik in der Metropole Ningbo, Stadtbezirk Beilun, neben der eigenen Produktpalette die Zimmermann-Instrumente im Auftrag und unter Aufsicht von C. Bechstein. Momentan (2019) bietet Bechstein unter dem Markennamen Zimmermann drei Klaviermodelle an, außerdem drei Flügelmodelle mit den Längen 160 cm, 175 cm und 185 cm.